# Берлінський ведмідь
Берлінський ведмідь є геральдичною твариною Берліна приблизно з 1280 року і досі прикрашає його герб.

## Розповідь

### 1200—1900
За припущеннями, берлінська геральдична тварина, ведмідь, нібито заснована на імені Альбрехта І «Ведмедя», що був завойовником і засновником Бранденбурзької марки. Однак точно відомо, що берлінський ведмідь постійно з'являвся на печатці чи гербі з 1280 року. У дослідженнях переважає думка, що назва місця має слов'янське походження, а саме як похідне від слова берл («болото»). Назва міста образно перекладається як «ведмедик». Це класичний «промовистий герб» (народної етимології).

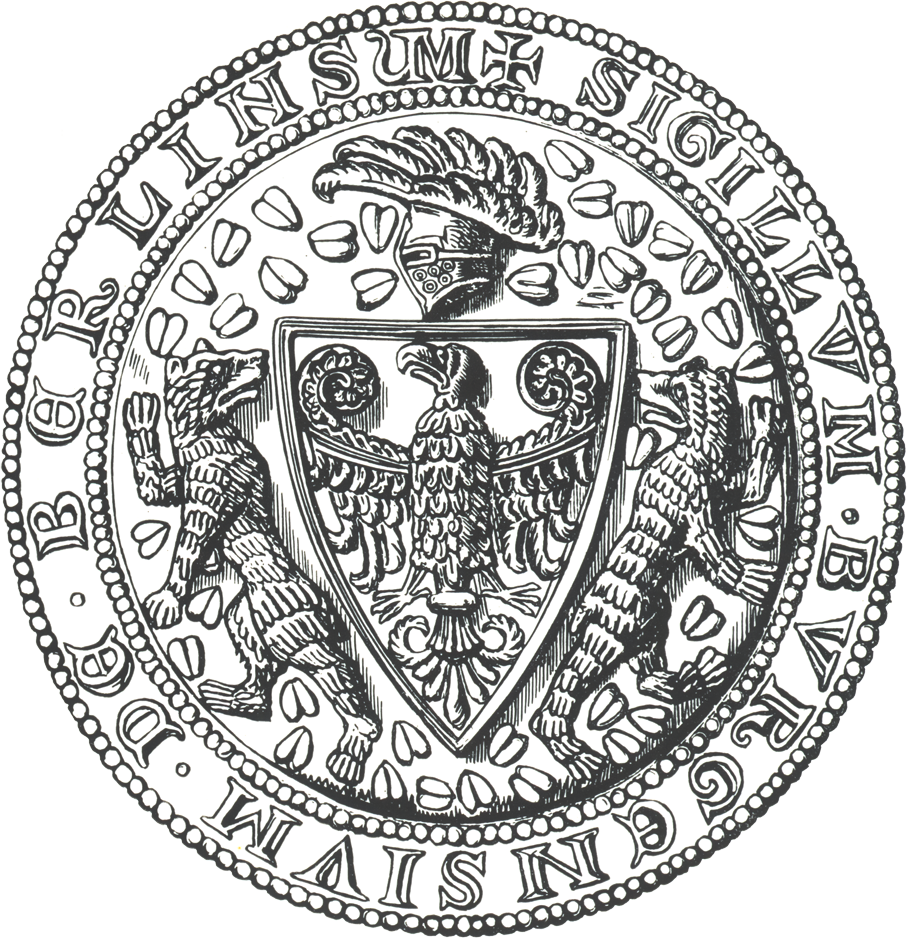
Друга найстаріша печатка в Берліні 1280 року

Перша зареєстрована печатка з ведмедями датується 22 березня 1280 року. Його можна знайти на листі гільдії берлінських кушнірів. На ній зображено двох броньованих ведмедів, які тримають щит, повернені один від одного з піднятими лапами, але дивляться один на одного назад. На печатці напис «Sigillum burgensium de berlin sum» («Я — печатка громадян Берліна»). Піднята лапа символізує незалежність Берліна. Проте в центральній позиції печатки все ще домінує бранденбурзький орел. Від цієї печатки сходить дата Берлінського дня ведмедя, який щорічно відзначається 22 березня.
Панування бранденбурзького орла, а точніше співіснування з ним, тривало і в 19 столітті. На печатці 1338 року з написом «S[igillum] Sekretum Civitatis Berlin» («Таємна печатка міста Берліна») зображено берлінського ведмедя, упокореного нашийником з орлиним щитом, що розмахує, на іншій печатці 1460 року — з орлом, що здіймається вгору. Останній варіант печатки інтерпретується як підкорення Берліна після «Берлінського завоювання» 1447/1448 років Фрідріхом II Айзенцаном. Ця печатка використовувалася приблизно до 1700 року з написом «sigillum civitats antiqui berlin» («Печатка старого міста Берліна»).
Після заснування резиденції Берлін 17 січня 1709 року ведмідь все ще зображувався як приручений ведмідь з нашийником під владою прусського та бранденбурзького орлів. У 1839 році панування ще прирученого ведмедя над орлами вже встановилося, а в 1875 році на гербі Берліна вже був зображений дикий неприручений ведмідь з кошлатою шерстю і без нашийника.

### З 1900 року
Після злиття з утворенням Великого Берліна в 1920 році берлінський ведмідь став єдиною геральдичною твариною в 1935 році, і з того часу його зображували прямоходячим і озброєним кігтями.

## Ведмежатник
17 серпня 1939 року чотирьох ведмедів було передано як живих геральдичних тварин до Музею Маркіше в Берліні-Мітте, де вони жили у парку Кельнішер. Площа на Шпрее була обрана через її близькість до Фішерінзеля та району Ніколаї, які вважаються колискою міста-побратима Берлін-Кельн. Ведмедів помістили в будку, яка раніше була будівлею для прибирання вулиць від Людвіга Гофмана, яка складається з цегляної будівлі, що опалюється, і має вихід з двох сторін. Навколо закладу викопано рів. Доступ до будинку можливий через бічний вхід, над дверима якого зображений герб Берліна, виконаний скульптором Людвігом Ізенбеком. На урочисте відкриття в 1939 році чотири ведмеді переїхали в розплідник: ведмідь, подарований BZ am Mittag, один з Берлінського зоологічного саду та два ведмеді з Берна.

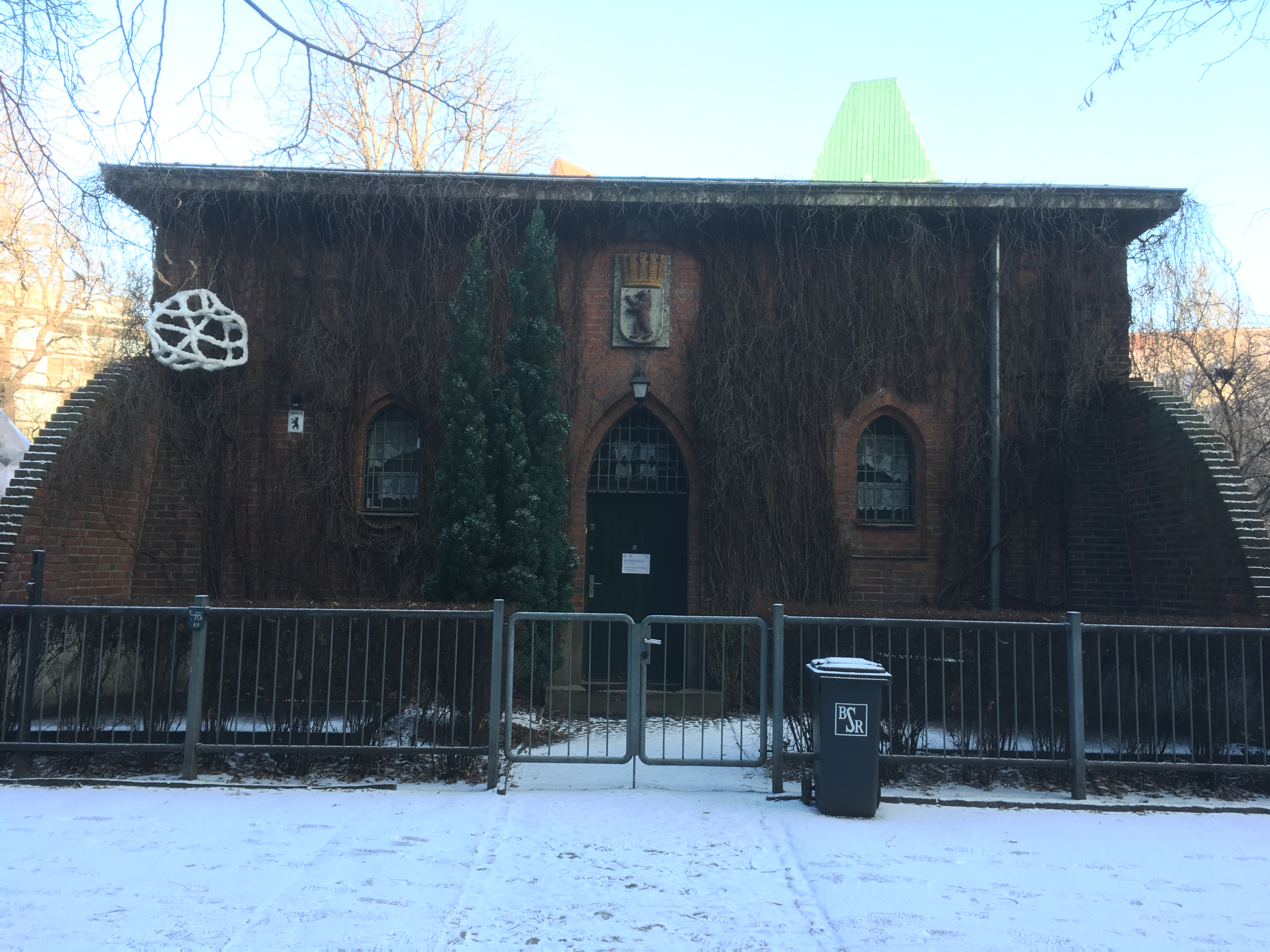
Вхід до занедбаного розплідника ведмедів

Тут мешкали такі ведмежі родини Берлінського ведмежого роду:
- Ведмідь Урс (1939—1945) з трьома дружинами Лоттою, Юлею і Врені, причому і Урс, і всі ведмедиці, крім Лотти, загинули під час війни. Лотта була привезена до Берлінського зоопарку в 1945 році і померла в 1971 році.
- Нанте (1949—1979) і Джетте були першими ведмедями на відкритті зоопарку 29 листопада 1949 року і стали всесвітньо відомими. За цей час Джетта народила 33 ведмежат. Нанте померла у 1981 році, а Джетта — у 1984 році.
- У Тапса (1981—1990) і Шнуте (1981—2015) як наступників Нанте і Джетт народилося перше потомство, на ім'я Максі (1986—2013), яка залишалася в розпліднику з родиною ведмедів до своєї смерті.[3] Через важкий остеоартрит Шнуте був останнім берлінським міським ведмедем, якого приспали в 2015 році[4].
- Тіло (1990—2007): Після смерті Тапса в 1990 році до Шнут і Максі приєднався Тіло із зоопарку Бішофсверда. У 1994 році Шнуте народила трьох ведмежат, а Максі — двох. Однак, оскільки вольєр розрахований лише на трьох ведмедів, п'ятеро ведмежат 1994 року були віддані: троє з них поїхали до зоопарку Буенос-Айреса, а двоє — до Карбасено в Іспанії. Тіло довелося приспати у 2007 році через серйозну хворобу.

Після 2010 року неодноразово критикувалися умови в розпліднику, які були визнані невідповідними виду. Однак переїзд було відхилено, оскільки ведмеді через свій вік не придатні для транспортування. Після смерті Максі 23 серпня 2013 року знову заговорили про переїзд її матері Шнуте. Коли 11 жовтня 2015 року Шнуте піддали евтаназії через хворобу, останній берлінський ведмідь помер, не помістивши його в досить великий вольєр. Відтоді розплідник порожній.

## Ілюстрації та художні проєкти
Ведмідь є популярним об'єктом для скульптур, рельєфів будинків, флюгерів, декорацій фонтанів та інших художніх об'єктів.
Берлінале вручає Золотого Ведмедя.
Зображення берлінського ведмедя можна знайти на будівлях по всьому Берліну. У арт-проєкті Buddy Bear вже розроблено понад 1200 ведмедиків.
Із 1955 року Берлінський ведмідь із клінкерної кераміки роботи скульптора Ернста Горсеманна стоїть на Бременських валах.

3 вересня 2003 року в міжнародному аеропорту Кабула (Афганістан) на меморіальному камені підрозділу Бундесверу Міжнародних сил сприяння безпеці (МССБ) було відкрито скульптуру Берлінського ведмедя. Використаним матеріалом був червонуватий пісковик із баварського кар'єру. Там ведмідь стоїть у безпосередній близькості біля постаменту з турецьким орлом.

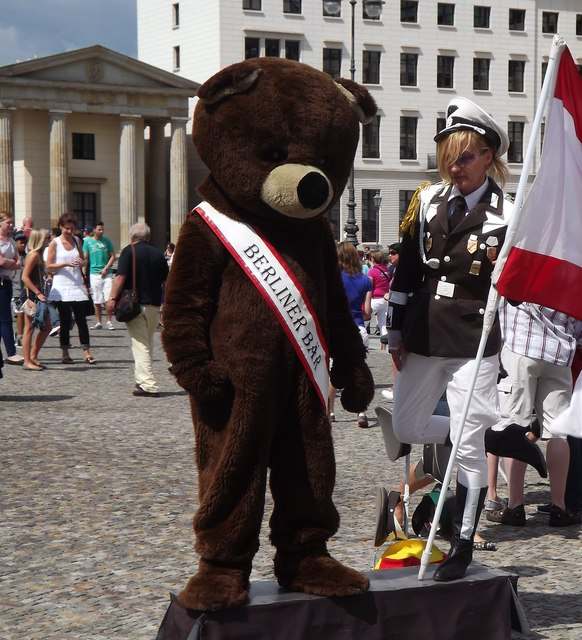
Ведмідь як костюм
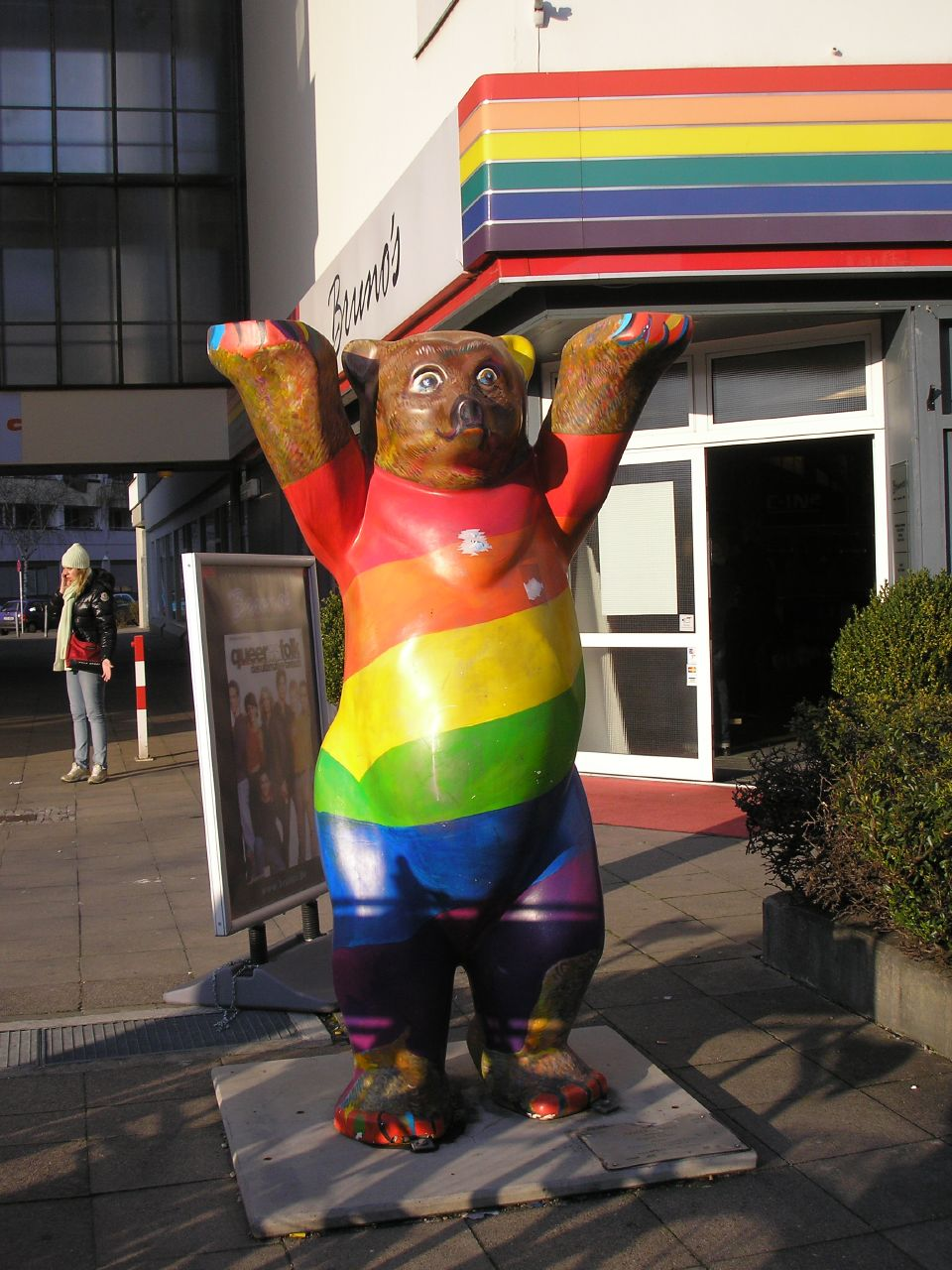
Берлінськийведмедик Бадді
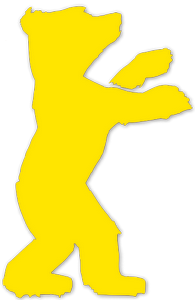
Ведмідь як логотип Берлінале
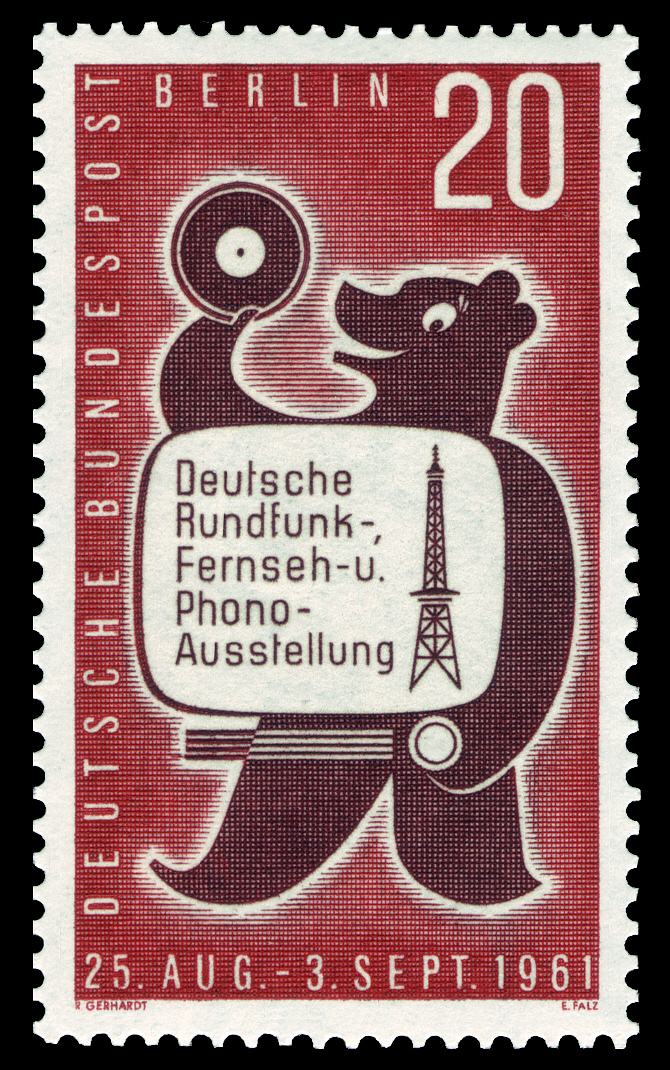
Ведмідь на марці
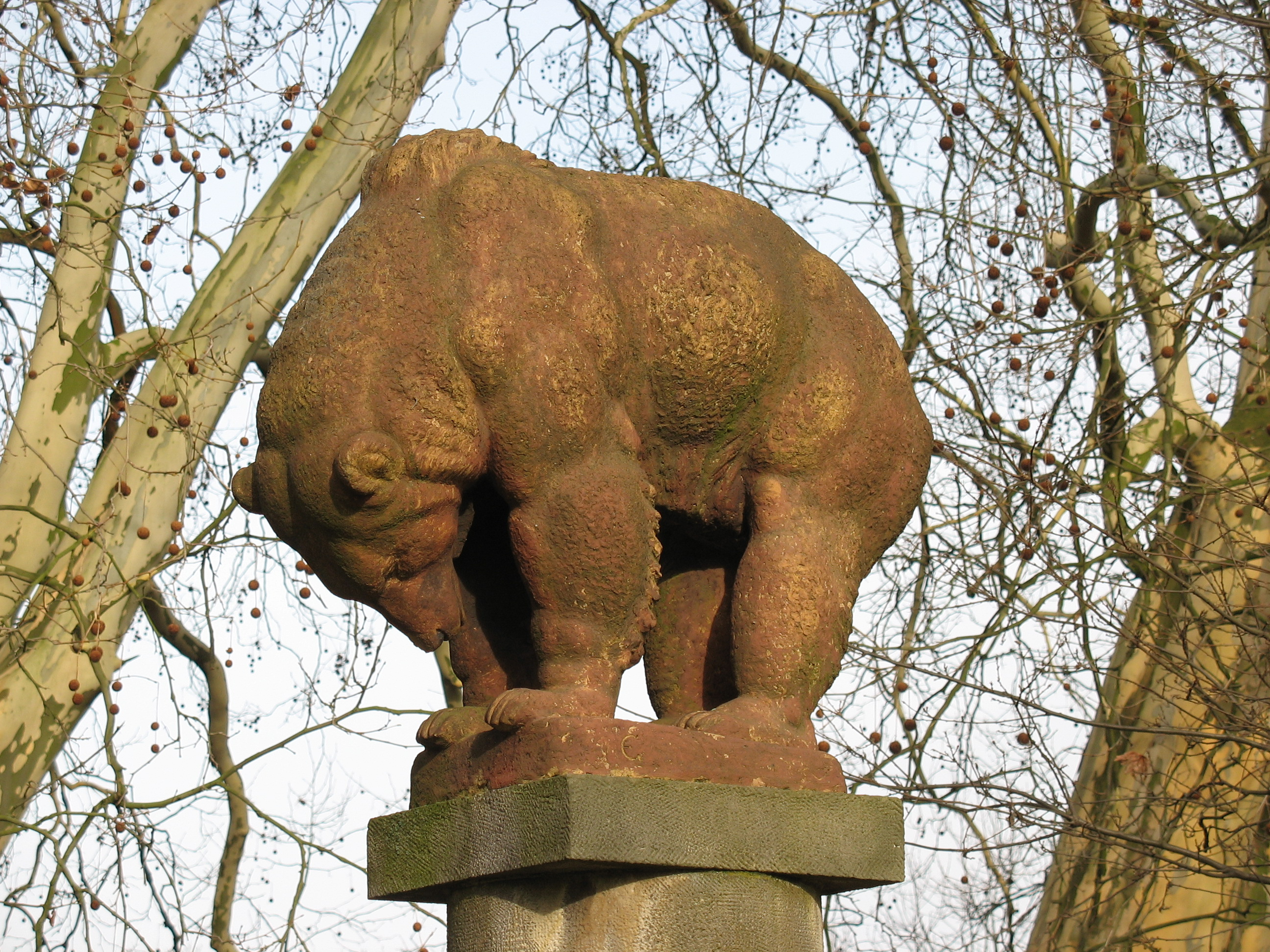
Берлінський ведмідь у Бременi
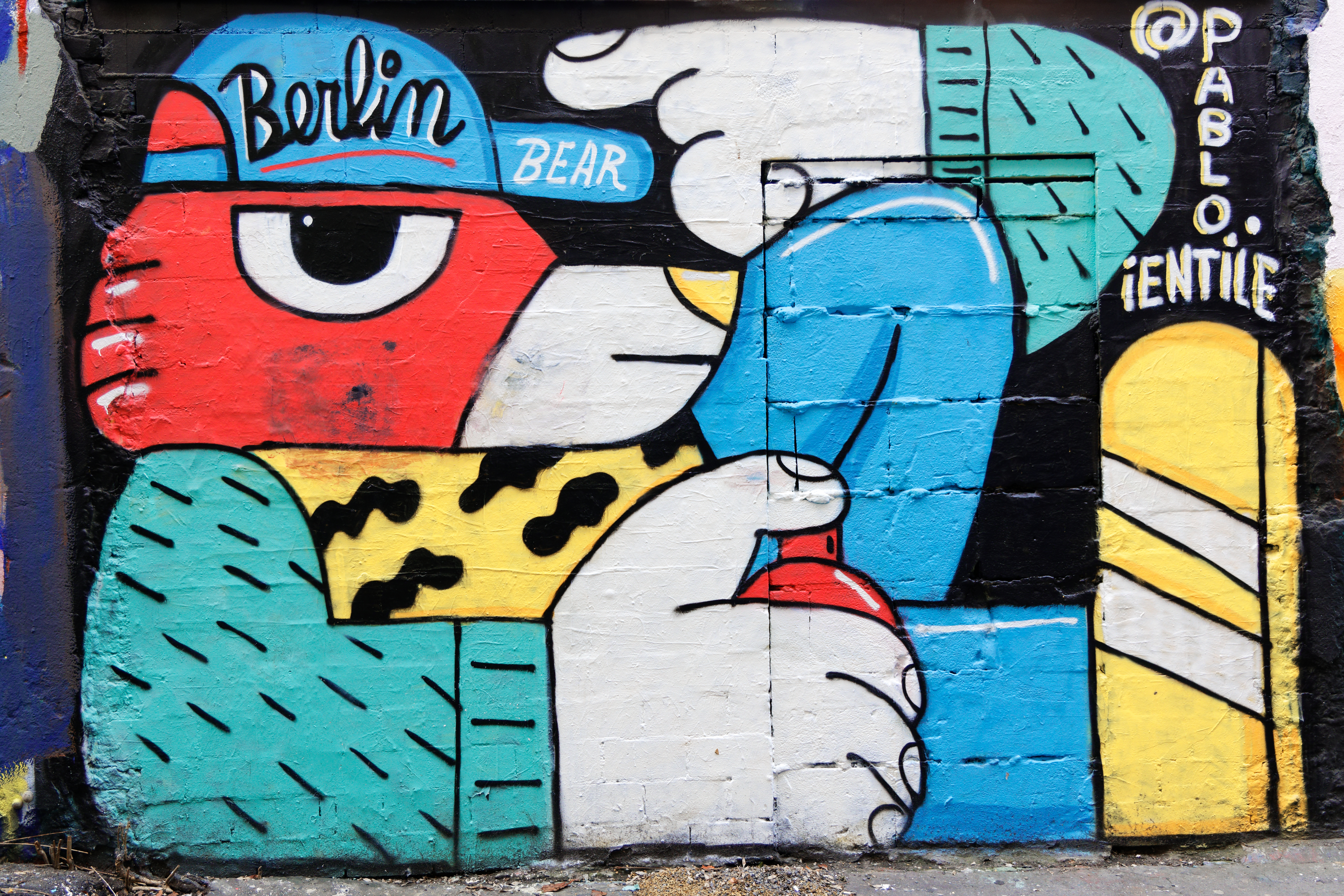
Графіті берлінського ведмедя

## Веб-посилання
- Веб-сайт Берлінської асоціації друзів ведмедів. v.
- Веб-сайт Ініціативи охорони пам'яток для Берлінських віх, Франкфурт-на-Майні
- Сайт гуртка інтересів історико-наукового дослідження та документування історії магістралей та доріг
- Веб-сайт з інформацією про розташування берлінських віх
- Віхи з берлінським ведмедем на шосе